# Serracapriola
Serracapriola község (comune) Olaszország Puglia régiójában, Foggia megyében.

## Fekvése
Molise és Puglia határán fekszik a Tavoliere delle Puglie északi részén.

## Története
A legendák szerint a település nevét egy vadász eseményről kapta: egy helyi gróf egy őzet (olaszul capriolo) üldözött az erdőben (olaszul serra). Az őz egy barlangba menekült, ahol a gróf egy Szűz Máriának szentelt oltárt talált. Ennek emlékére egy kápolnát emeltetett, a Santa Maria in Silvis, amely körül a későbbiekben kialakult a mai város. Első említése a 11. századból származik, amikor erődítménye is megépült. A 12. században a Monte Cassinói-apátság tulajdonába került, majd később a Sforza, Guevara és Maresca nemesi családok birtoka lett. 1806-ban vált önálló községgé, amikor a Nápolyi Királyságban felszámolták a feudalizmust.

## Népessége
A lakosság számának alakulása:

## Főbb látnivalói
- Santa Maria in Silvis-templom (a 11. században épült, egy 17. századi földrengés után újjáépítetté)
- San Mercurio-templom (a 17. század közepén épült)
- Sant’Angelo-templom (a 15. század közepén épült)
- Santa Maria delle Grazie-templom (a 16. század közepén épült)